# Piojo
Cristian Edgardo Amado (Puerto Iguazú, 7 de junho de 1985), mais conhecido como Piojo, é um futebolista argentino que atua como avançado. Atualmente joga pelo Tondela.

## Clubes
Natural de Puerto Iguazú, província de Misiones, Piojo teve toda sua carreira em Portugal, começando em 2004 pelo Portimonense. Veio então a jogar por Silves, Atlético Clube de Portugal, Imortal, Sport Benfica e Castelo Branco e Tondela, conseguindo a promoção à Primeira Liga com o último na temporada 2014–15 e contribuindo para o feito com 33 jogos e 10 golos.

## Títulos
- III Divisão: 2008–09
- Segunda Liga: 2014–15